# VfR Kaiserslautern

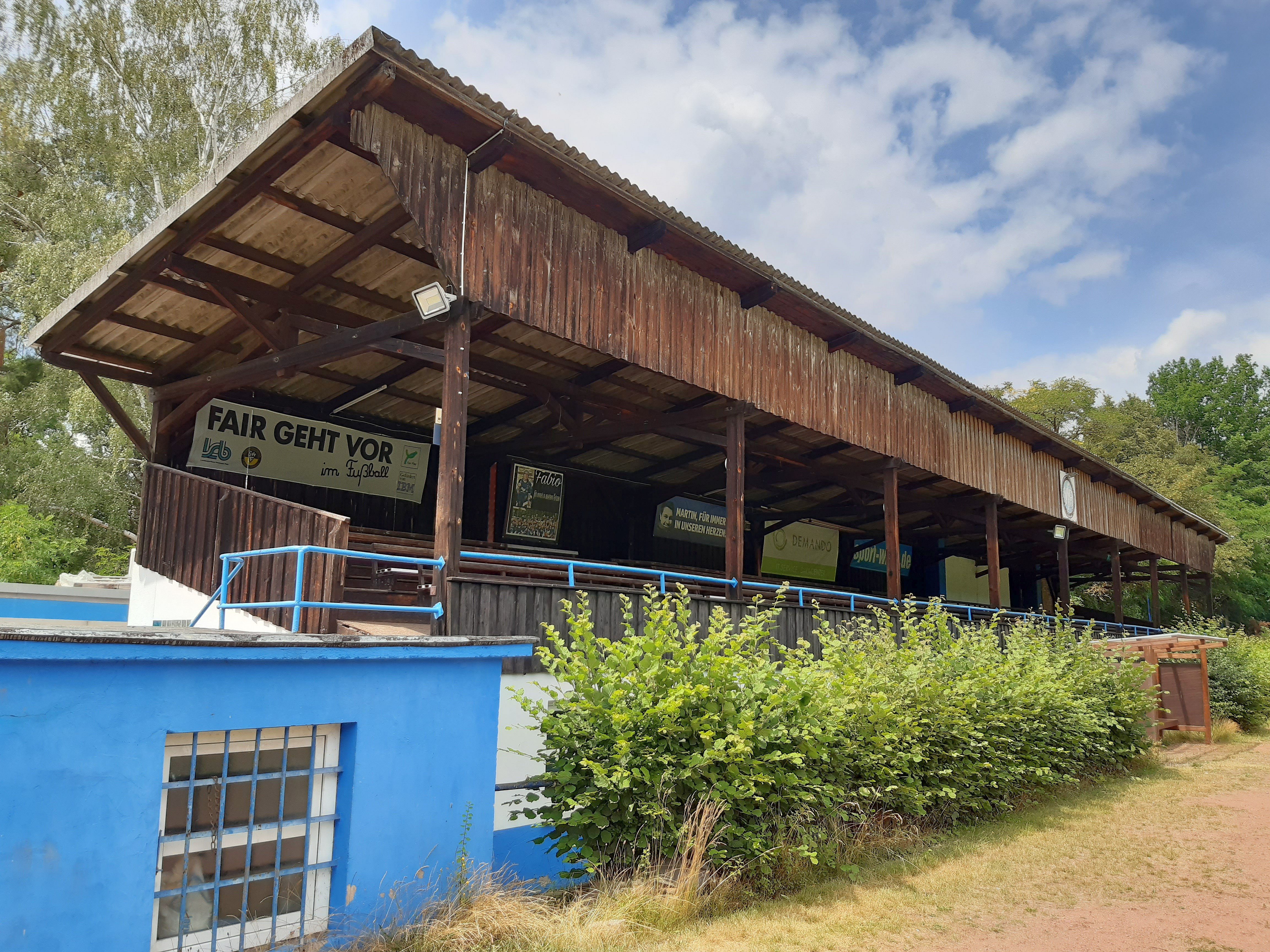
Das Waldstadion am Erbsenberg in Kaiserslautern (2020)

Der VfR Kaiserslautern (offiziell: Verein für Rasenspiele Kaiserslautern e. V.) ist ein Fußballverein aus Kaiserslautern.

## Geschichte
| Saisonbilanzen 1949–1965                                                           | Saisonbilanzen 1949–1965 | Saisonbilanzen 1949–1965 | Saisonbilanzen 1949–1965 |
| Saison                                                                             | Platz                    | Tore                     | Punkte                   |
| ---------------------------------------------------------------------------------- | ------------------------ | ------------------------ | ------------------------ |
| 1949/50                                                                            | 9. Platz                 | 50:59                    | 28:32                    |
| 1950/51                                                                            | 9. Platz                 | 40:61                    | 21:31                    |
| 1951/52                                                                            | 12. Platz                | 49:70                    | 23:37                    |
| 1952/53                                                                            | 11. Platz                | 55:72                    | 27:33                    |
| 1953/54                                                                            | 14. Platz                | 41:69                    | 21:39                    |
| 1954/55                                                                            | 12. Platz                | 47:76                    | 22:38                    |
| 1955/56                                                                            | 13. Platz                | 47:74                    | 20:40                    |
| 1956/57                                                                            | 13. Platz                | 37:51                    | 25:35                    |
| 1957/58                                                                            | 15. Platz                | 35:71                    | 16:44                    |
| 1958/59                                                                            | 1. Platz                 | 72:32                    | 43:17                    |
| 1959/60                                                                            | 15. Platz                | 39:56                    | 21:39                    |
| 1960/61                                                                            | 1. Platz                 | 71:36                    | 45:15                    |
| 1961/62                                                                            | 14. Platz                | 35:63                    | 23:37                    |
| 1962/63                                                                            | 13. Platz                | 35:53                    | 22:38                    |
| 1963/64                                                                            | 7. Platz                 | 65:54                    | 42:34                    |
| 1964/65                                                                            | 17. Platz                | 32:79                    | 18:50                    |
| grau unterlegt: Oberliga orange unterlegt: 2. Oberliga rot unterlegt: Regionalliga |                          |                          |                          |

### Entstehung
1906 entstand im 1893 gegründeten MTV Kaiserslautern eine Fußballabteilung, die 1908 zum eigenständigen Verein FC Bayern 1906 Kaiserslautern wurde. Am 30. März 1910 fusionierten die Vereine VfB 1906, FC Barbarossa 08 und FC Viktoria 05 zur Kaiserslauterer Fußball-Vereinigung 1910, die sich später in SpVgg 1910 umbenannte. Zehn Jahre später, im März 1920, schlossen sich der FC Bayern 1906 Kaiserslautern und die SpVgg 1910 zum VfR Kaiserslautern zusammen. Heute zählt der VfR mit ca. 400 Mitgliedern zu den kleineren Sportvereinen und hat sich ausschließlich auf den Fußball reduziert. Gegenüber dem Trend wächst der Verein allerdings in den Jahren 2016/2017 deutlich. Hierzu tragen viele Neuzugänge im Jugendbereich, sowie die Gründung einer jungen Altherrenmannschaft (Ü32) bei.

### Sportliche Entwicklung
Der VfR sollte als Teil der mit dem 1. FC Kaiserslautern gebildeten Kriegsspielgemeinschaft Kaiserslautern in der Saison 1944/45 in der Gauliga Westmark antreten. Die Saison wurde nicht gespielt, also trug die Kriegsspielgemeinschaft nur zwei Freundschaftsspiele aus. Nach dem Neubeginn des Spielbetriebs wurde der Verein nicht in die neue Oberliga Saarpfalz eingeteilt und spielte zunächst niederklassig. Erst 1948/49 holte sich die Herren-Mannschaft, die nebenbei von Fritz Walter trainiert wurde, die Meisterschaft der  westpfälzischen Amateurliga und stieg damit zur Saison 1949/50 in die Oberliga Südwest auf.
Die Mannschaft, die in Anlehnung an den polnischen und deutschen Nationalspieler Ernst Otto Willimowski, der von 1951 bis 1955 für den VfR spielte, auch Willimowski-Elf genannt wurde, war von da an fester Bestandteil der Oberliga. Lediglich in den Spielzeiten 1958/59 und 1960/61 war dies nicht der Fall, es gelang aber jeweils der sofortige Wiederaufstieg aus der 2. Liga Südwest. In den ersten beiden Oberligajahren konnte der Verein jeweils den neunten Platz belegen, danach wurden nur noch zweistellige Platzierungen erreicht.
In der 1963 eingeführten Regionalliga Südwest erreichte der VfR im ersten Jahr Rang sieben, stieg aber im zweiten Jahr als Vorletzter ab. Im darauf folgenden Amateurligajahr wurde der VfR Meister, scheiterte aber in der Aufstiegsrunde zur Regionalliga. 1971 wurde die Mannschaft noch einmal Vizemeister der Amateurliga hinter dem FC Phönix Bellheim. Nach der Saison 1974/75 stieg die Mannschaft aus der Amateurliga Südwest ab. Seitdem gehört der VfR den unteren Amateurligen an.

## Stadion
Das Stadion des VfR Kaiserslautern ist das Waldstadion am Erbsenberg. Ursprünglich war es für 15.000 Zuschauer ausgelegt, heute ist es nur noch für 5.000 Personen zugelassen. Teile der Holztribüne stammen noch aus dem Jahr 1925.

## Bekannte Spieler und Trainer
- Robert Jung, Spieler von 1963 bis 1966
- Erdmann Lüth, Spieler von 1960 bis 1963, anschließend FC Basel
- Erwin Rödler, Spieler von 1955 bis 1965
- Fritz Ruchay, Trainer von 1954 bis 1956
- Dietmar Schwager, Spieler von 1962 bis 1964, anschließend 1. FC Kaiserslautern
- Ernst Willimowski, Spieler von 1951 bis 1955

## Handball
Die ehemalige Feldhandball-Abteilung der Männer spielte von 1933 bis 1936 in der erstklassigen Handball-Gauliga Südwest.